# South African Military Health Service
Il South African Military Health Service (Servizio Sanitario Militare del Sudafrica in lingua inglese) o SAMHS è il ramo delle forze di difesa nazionali del Sudafrica che si occupa delle strutture sanitarie, della formazione e del successivo impiego di tutto il personale medico-militare. Nato nel 1979 durante il regime dell'apartheid, è stato poi spostato nel 1994, con l'arrivo del presidente Mandela, all'interno delle forze di difesa nazionali.
Al contrario di molte altre nazioni che integrano le forze mediche all'interno di ogni reparto armato, le forze di difesa nazionali sudafricane considerano questo servizio il metodo più veloce ed efficiente per fornire assistenza e sostegno a tutto il personale militare nello stesso momento, evitando quindi che il servizio sia dispiegato in maniera troppo dispersiva.
Il "SAMHS" è, inoltre, un attore significativo nell'intensa lotta contro la diffusione del virus HIV.